# Aliona Bolsova
Aliona Vadimovna Bolsova Zadoinov (in russo Алёна Вадимовна Большова Задойнов?, Alëna Vadimovna Bol'šova Zadojnov; Chișinău, 6 novembre 1997) è una tennista moldava naturalizzata spagnola.
Il 15 luglio 2019 ha raggiunto la 88ª posizione, miglior ranking nel singolare; il 5 dicembre 2022, nel doppio, ha raggiunto il best ranking alla posizione numero 54.

## Carriera

### 2012-2013
Esordisce nel circuito ITF nel 2012 al torneo ITF di Coimbra, dove raggiunge entrambe le finali, in doppio e in singolare. Nel 2013 un primo buon risultato arriva al torneo ITF di Braunschweig, dove raggiunge i quarti di finale e lo stesso risultato lo ottiene anche al torneo ITF di Berlino. A settembre vince il primo titolo ITF in singolare al torneo di Lleida contro Maiar Cherif e chiude l'anno con il secondo turno al torneo ITF di La Vall d'Uixó.

### 2014
L'anno inizia con il secondo turno al torneo ITF di Gainesville, ma a luglio, al torneo ITF di Knokke vince il primo titolo ITF in doppio con Cecilia Costa Melgar. La settimana successiva ottiene il titolo ITF sia in singolare che in doppio al torneo di Les Contamines-Montjoie. In seguito raggiunge la semifinale in doppio al torneo ITF di Koksijde, ma al torneo ITF di Madrid, vince il titolo. La tennista spagnola non si ferma più e al torneo ITF di Benicarló raggiunge la semifinale in singolare e vince il titolo in doppio. In chiusura d'anno raggiunge la semifinale in doppio nel torneo ITF di Vinaroz, ma poi vince il quinto titolo ITF in doppio nel torneo di Castellon con Andrea Gamiz.

### 2015
L'anno parte con la semifinale nel doppio al torneo ITF di Palmanova, Maiorca con Ines Ferrer Suarez. In seguito, a marzo, ottiene lo stesso risultato al torneo ITF di Siviglia. Dopo aver partecipato alla Fed Cup per la Spagna, a maggio prende parte al torneo ITF di Santa Margherita di Pula, dove arriva in finale in singolare e vince il titolo in doppio con Priscilla Hon. Ad inizio giugno al torneo ITF di Madrid vince il titolo in singolare, mentre arriva in finale in doppio. L'estate continua con altri successi: al torneo ITF di Getxo vince il titolo in singolare, mentre al torneo ITF di Barcellona ottiene il titolo in doppio. In seguito raggiunge la semifinale al torneo ITF di Sofia e chiude l'anno con il secondo turno al torneo ITF di Clermont-Ferrand.

### 2016-2017
Nel 2016 gioca solo al torneo ITF di Stillwater perdendo al primo turno nel doppio. Il 2017 inizia a luglio con la semifinale nel doppio al torneo ITF di Getxo con Lucia De La Puerta Uribe e la stessa cosa succede la settimana successiva al torneo ITF di Torino e quella dopo al torneo ITF di Imola. A metà settembre raggiunge la semifinale in singolare nel torneo ITF di Tampico e chiude l'anno al torneo ITF di Navi Mumbai dove si ferma in semifinale contro Gabriella Taylor.

### 2018
L'anno inizia al torneo ITF di Orlando, dove nel singolare si ferma nei quarti di finale. Tenta la qualificazione al torneo WTA di Monterrey ma perde nel secondo turno. In seguito si ferma in semifinale al torneo ITF di Pelham. Ad inizio maggio raggiunge la finale in singolare al torneo di Monzón, ma perde contro Katie Swan. Un mese dopo raggiunge la semifinale in doppio al torneo ITF di Brescia con Louisa Chirico; la settimana dopo, al torneo ITF di Barcellona, perde la finale in singolare contro Estrella Cabeza Candela. In seguito si ferma in semifinale in doppio al torneo ITF di Madrid e in semifinale in singolare nel torneo di Denain. Ad inizio luglio torna a vincere al torneo ITF di Getxo in singolare; in seguito al torneo ITF di Darmstadt vince il sesto titolo ITF in singolare mentre in doppio si ferma in semifinale. A fine agosto tenta la qualificazione agli US Open ma perde all'ultimo turno di qualificazione contro Arantxa Rus. In seguito al torneo ITF di Valencia perde in finale e chiude l'anno al torneo ITF di Riba-roja de Túria, dove vince il titolo nel doppio e perde nuovamente la finale in singolare.

### 2019: Ottavi al Roland Garros

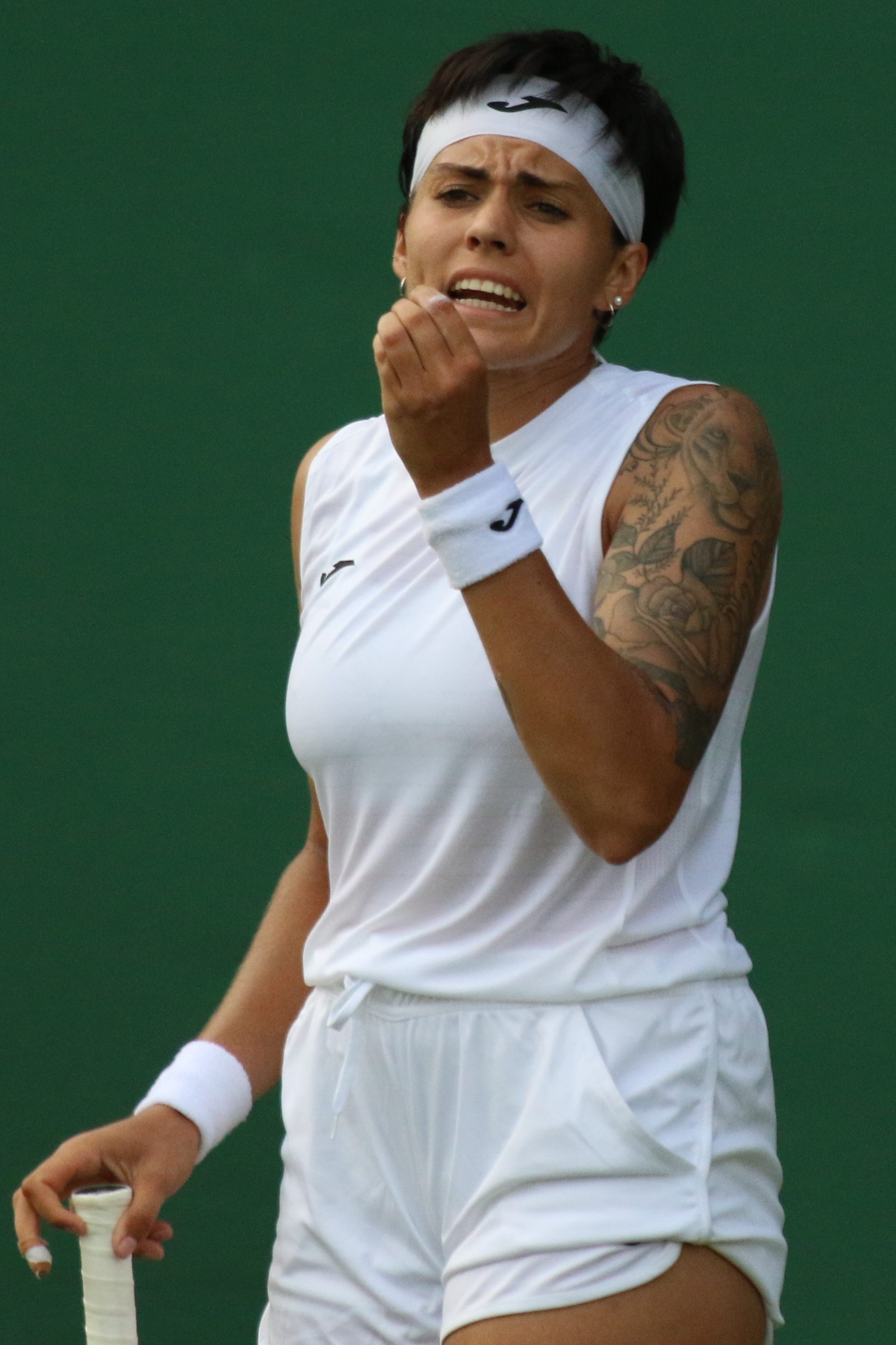
Aliona durante le qualificazioni di Wimbledon.

L'anno inizia con il torneo ITF di Playford, dove raggiunge i quarti in entrambi i tabelloni; in seguito partecipa alle qualificazioni degli Australian Open ma perde al secondo turno. A metà febbraio raggiunge la semifinale in singolare al torneo ITF di Shrewsbury. Aprile inizia con la prima partecipazione ad un torneo WTA nel singolare, si stratta di quello di Charleston, dove si ferma al secondo turno. A Bogotà perde al primo turno, mentre a Madrid debutta in doppio con Arantxa Parra Santonja. A metà maggio raggiunge la semifinale in doppio al torneo ITF di La Bisbal d'Emporda, mentre al Roland Garros si spinge fino al quarto turno dove perde contro Amanda Anisimova. A Wimbledon perde subito al primo turno di qualificazione.

## Statistiche WTA

### Doppio

#### Sconfitte (1)
| Legenda              |
| -------------------- |
| Grande Slam (0)      |
| Argenti Olimpici (0) |
| WTA Finals (0)       |
| WTA Elite Trophy (0) |
| Dal 2021             |
| WTA 1000 (0)         |
| WTA 500 (0)          |
| WTA 250 (1)          |

| N. | Data           | Torneo                         | Superficie  | Compagna         | Avversarie in finale             | Punteggio |
| 1. | 17 luglio 2021 | Hungarian Grand Prix, Budapest | Terra rossa | Tamara Korpatsch | Mihaela Buzărnescu Fanny Stollár | 4-6, 4-6  |

## Statistiche WTA

### Doppio

#### Vittorie (5)
| N. | Data              | Torneo                                       | Superficie  | Compagna        | Avversarie in finale                 | Punteggio        |
| 1. | 12 giugno 2021    | Bol Open, Bol                                | Terra rossa | Katarzyna Kawa  | Ekaterine Gorgodze Tereza Mihalíková | 6-1, 4-6, [10-6] |
| 2. | 12 giugno 2022    | Open Internacional de Valencia, Valencia     | Terra rossa | Rebeka Masarova | Aleksandra Panova Arantxa Rus        | 6-0, 6-3         |
| 3. | 17 settembre 2022 | Țiriac Foundation Trophy, Bucarest           | Terra rossa | Andrea Gámiz    | Réka Luca Jani Panna Udvardy         | 7-5, 6-3         |
| 4. | 2 aprile 2023     | San Luis Potosí Open, San Luis Potosí        | Terra rossa | Andrea Gámiz    | Oksana Kalašnikova Katarzyna Piter   | 7-6(5), 6-4      |
| 5. | 18 giugno 2023    | Open Internacional de Valencia, Valencia (2) | Terra rossa | Andrea Gámiz    | Angelina Gabueva Irina Chromačëva    | 6-4, 4-6, [10-7] |

#### Sconfitte (4)
| N. | Data              | Torneo                                       | Superficie  | Compagna               | Avversarie in finale                 | Punteggio        |
| 1. | 10 giugno 2023    | Open Internacional Femení Solgironès, Bisbal | Terra rossa | Rebeka Masarova        | Caroline Dolehide Diana Šnajder      | 6(5)-7, 3-6      |
| 2. | 14 settembre 2024 | Țiriac Foundation Trophy, Bucarest           | Terra rossa | Katarzyna Kawa         | Carole Monnet Darja Semeņistaja      | 6-1, 2-6, [7-10] |
| 3. | 2 novembre 2024   | Bolivia Open, Santa Cruz                     | Terra rossa | Valerija Strachova     | Nuria Brancaccio Leyre Romero Gormaz | 4-6, 4-6         |
| 4. | 15 febbraio 2025  | Cancún Tennis Open, Cancún                   | Cemento     | Yvonne Cavallé Reimers | Maya Joint Taylah Preston            | 4-6, 3-6         |

## Statistiche ITF

### Singolare

#### Vittorie (9)
| Torneo $100.000 (0) |
| Torneo $80.000 (1)  |
| Torneo $75.000 (0)  |
| Torneo $60.000 (2)  |
| Torneo $50.000 (0)  |
| Torneo $40.000 (0)  |
| Torneo $25.000 (2)  |
| Torneo $15.000 (0)  |
| Torneo $10.000 (4)  |

| N. | Data              | Torneo                                                         | Superficie  | Avversaria in finale  | Punteggio           |
| 1. | 15 settembre 2013 | ITF Women's Circuit Lleida, Lleida                             | Terra rossa | Mayar Sherif          | 0-6, 6-3, 6-2       |
| 2. | 27 luglio 2014    | Open GDF SUEZ des Contamines-Montjoie, Les Contamines-Montjoie | Cemento     | Tayisiya Morderger    | 3-6, 6-3, 6-0       |
| 3. | 14 giugno 2015    | Ciudad de la Raqueta, Madrid                                   | Terra rossa | Lucía Cervera Vázquez | 7-5, 3-6, 6-4       |
| 4. | 12 luglio 2015    | ITF Women's Circuit Getxo, Getxo                               | Terra rossa | Corinna Dentoni       | 6-0, 6-2            |
| 5. | 15 luglio 2018    | ITF Women's Circuit Getxo, Getxo                               | Terra rossa | Olga Sáez Larra       | 6-0, 6-1            |
| 6. | 22 luglio 2018    | Darmstadt Tennis International, Darmstadt                      | Terra rossa | Katharina Gerlach     | 6-2, 6-1            |
| 7. | 25 settembre 2022 | Vrnjačka Banja Open, Vrnjačka Banja                            | Terra rossa | Nina Potočnik         | 7-5, 6-1            |
| 8. | 20 novembre 2022  | Open Villa de Madrid, Madrid                                   | Terra rossa | Tamara Korpatsch      | 6-4, 6-2            |
| 9. | 23 aprile 2023    | Koper Open, Capodistria                                        | Terra rossa | Irina Bara            | 3-6, 6-2, 4-1, rit. |

#### Sconfitte (9)
| Torneo $100.000 (0) |
| Torneo $80.000 (0)  |
| Torneo $75.000 (0)  |
| Torneo $60.000 (3)  |
| Torneo $50.000 (0)  |
| Torneo $40.000 (0)  |
| Torneo $25.000 (4)  |
| Torneo $15.000 (0)  |
| Torneo $10.000 (2)  |

| N. | Data              | Torneo                                                          | Superficie  | Avversaria in finale    | Punteggio     |
| 1. | 03 novembre 2012  | Coimbra University Ladies Open 3, Coimbra                       | Cemento     | Kathinka Von Deichmann  | 1-6, 3-6      |
| 2. | 10 maggio 2015    | Forte Village International Tournament, Pula                    | Terra rossa | Bianca Turati           | 6-2, 4-6, 5-7 |
| 3. | 13 maggio 2018    | Torneo Internacional de Tenis Femenino Ciudad de Monzón, Monzón | Cemento     | Katie Swan              | 2-6, 3-6      |
| 4. | 17 giugno 2018    | Barcelona Women World Winner, Barcellona                        | Terra rossa | Estrella Cabeza Candela | 2-6, 3-6      |
| 5. | 30 settembre 2018 | BBVA Open Ciudad de Valencia, Valencia                          | Terra rossa | Paula Badosa Gibert     | 1-6, 6-4, 2-6 |
| 6. | 14 ottobre 2018   | Torneo Internacional Ct El Collao, Riba-roja de Túria           | Terra rossa | Marie Benoît            | 0-6, 6(2)-7   |
| 7. | 23 febbraio 2020  | Zed Tennis Open, Il Cairo                                       | Cemento     | Marta Kostjuk           | 1-6, 0-6      |
| 8. | 19 giugno 2022    | Open TCM Denain La Porte du Hainaut, Denain                     | Terra rossa | Leyre Romero Gormaz     | 4-6, 6-3, 4-6 |
| 9. | 2 ottobre 2022    | Open Internacional de San Sebastián, San Sebastián              | Terra rossa | Julia Grabher           | 3-6, 6(3)-7   |

### Doppio

#### Vittorie (15)
| Torneo $100.000 (1) |
| Torneo $80.000 (2)  |
| Torneo $75.000 (0)  |
| Torneo $60.000 (2)  |
| Torneo $50.000 (0)  |
| Torneo $40.000 (0)  |
| Torneo $25.000 (3)  |
| Torneo $15.000 (1)  |
| Torneo $10.000 (6)  |

| N.  | Data              | Torneo                                                         | Superficie  | Compagna             | Avversarie in finale                               | Punteggio        |
| 1.  | 20 luglio 2014    | Knokke Zoute Ladies Open, Knokke-Heist                         | Terra rossa | Cecilia Costa Melgar | Justine De Sutter Sofie Oyen                       | 4-6, 6-3, [10-4] |
| 2.  | 27 luglio 2014    | Open GDF SUEZ des Contamines-Montjoie, Les Contamines-Montjoie | Terra rossa | Carla Touly          | Sara Castellano Chiara Quattrone                   | 6–1, 6-1         |
| 3.  | 28 settembre 2014 | Ciudad de la Raqueta, Madrid                                   | Terra rossa | Olga Sáez Larra      | Marta Huqi González Encinas Estela Pérez Somarriba | 6-1, 6-4         |
| 4.  | 2 novembre 2014   | Femenino Ciudad de Benicarló, Benicarló                        | Terra rossa | Andrea Gámiz         | Inés Ferrer Suárez Alexandra Nancarrow             | 6-4, 6-1         |
| 5.  | 16 novembre 2014  | Circuito WTA Costa Azahar Castellon, Castellón de la Plana     | Terra rossa | Andrea Gámiz         | Federica Arcidiacono Martina Spigarelli            | 6-1, 6-2         |
| 6.  | 10 maggio 2015    | Forte Village International Tournament, Pula                   | Terra rossa | Priscilla Hon        | Cristina Bucșa Eva Guerrero Álvarez                | 6-0, 6-3         |
| 7.  | 6 settembre 2015  | ITF Women's Circuit Barcellona, Barcellona                     | Terra rossa | Gaia Sanesi          | Estrella Cabeza Candela Oleksandra Korashvili      | 6-3, 6-4         |
| 8.  | 14 ottobre 2018   | Torneo Internacional Ct El Collao, Riba-roja de Túria          | Terra rossa | Despina Papamichail  | Marina Bassols Ribera Angela Fita Boluda           | 6-2, 6-2         |
| 9.  | 24 settembre 2021 | Open Ciudad de Valencia, Valencia                              | Terra rossa | Andrea Gámiz         | Ekaterine Gorgodze Laura Pigossi                   | 6-3, 6-4         |
| 10. | 9 luglio 2022     | Amstelveen Women's Open, Amstelveen                            | Terra rossa | Guiomar Maristany    | Michaela Bayerlová Aneta Laboutková                | 6-2, 6-2         |
| 11. | 1º ottobre 2022   | Open Internacional de San Sebastián, San Sebastián             | Terra rossa | Katarina Zavac'ka    | Ángela Fita Boluda Guiomar Maristany               | 1-2, rit.        |
| 12. | 29 ottobre 2022   | Torneig Internacional Els Gorchs, Les Franqueses del Vallès    | Cemento     | Rebeka Masarova      | Misaki Doi Beatrice Gumulya                        | 7-5, 1-6, [10-3] |
| 13. | 19 novembre 2022  | Open Villa de Madrid, Madrid                                   | Terra rossa | Rebeka Masarova      | Lea Bošković Daniela Vismane                       | 6-3, 6-3         |
| 14. | 21 settembre 2024 | ForteVillage ITF Trophy, Pula                                  | Terra rossa | Eva Vedder           | Katharina Hobgarski Julie Štruplová                | 6-3, 6-3         |
| 15. | 23 marzo 2025     | Open Sabadell Torneig Internacional de Tennis Femení, Sabadell | Terra rossa | Ylena In-Albon       | Živa Falkner Pia Lovrič                            | 6-4, 6-0         |

#### Sconfitte (8)
| Torneo $100.000 (3) |
| Torneo $80.000 (0)  |
| Torneo $75.000 (0)  |
| Torneo $60.000 (2)  |
| Torneo $50.000 (0)  |
| Torneo $40.000 (0)  |
| Torneo $25.000 (1)  |
| Torneo $15.000 (0)  |
| Torneo $10.000 (2)  |

| N. | Data              | Torneo                                           | Superficie  | Compagna              | Avversarie in finale                     | Punteggio           |
| 1. | 3 novembre 2012   | Coimbra University Ladies Open 3, Coimbra        | Cemento     | Ulyana Ayzatulina     | Nadezda Gorbachkova Ekaterina Pushkareva | 2-6, 3-6            |
| 2. | 14 giugno 2015    | Ciudad de la Raqueta, Madrid                     | Terra rossa | Lucia Cervera-Vazquez | Elyne Boeykens Steffi Distelmans         | 3-6, 6(4)-7         |
| 3. | 22 settembre 2019 | Open GDF SUEZ de Bretagne, Saint-Malo            | Terra rossa | Tereza Mrdeža         | Ekaterine Gorgodze Maryna Zanevs'ka      | 7-6(8), 5-7, [8-10] |
| 4. | 12 dicembre 2020  | Al Habtoor Tennis Challenge, Dubai               | Cemento     | Kaja Juvan            | Ekaterine Gorgodze Ankita Raina          | 4-6, 6-3, [6-10]    |
| 5. | 23 aprile 2022    | Chiasso Open, Chiasso                            | Terra rossa | Oksana Selechmet'eva  | Anastasia Dețiuc Miriam Kolodziejová     | 3-6, 6-1, [8-10]    |
| 6. | 24 novembre 2023  | Open Ciudad de Valencia, Valencia                | Terra rossa | Natela Dzalamidze     | Valentini Grammatikopoulou Andreea Mitu  | 5-7, 4-6            |
| 7. | 11 ottobre 2024   | Internacioales de Andalucia Copa Nadia, Siviglia | Terra rossa | Martha Matoula        | Ángela Fita Boluda Ylena In-Albon        | 2-6, 1-6            |
| 8. | 12 aprile 2025    | Zaragoza Open, Saragozza                         | Terra rossa | Ángela Fita Boluda    | Olivia Gadecki Aldila Sutjiadi           | 4-6, 3-6            |

## Risultati in progressione
| Sigla | Risultato               |
| ----- | ----------------------- |
| V     | Vincitore               |
| F     | Finalista               |
| SF    | Semifinalista           |
| O     | Oro olimpico            |
| A     | Argento olimpico        |
| SF    | Bronzo olimpico         |
| QF    | Quarti di Finale        |
| 4T    | Quarto turno            |
| 3T    | Terzo turno             |
| 2T    | Secondo turno           |
| 1T    | Primo turno             |
| RR    | Round Robin             |
| LQ    | Turno di qualificazione |
| A     | Assente                 |
| ND    | Non disputato           |

| Legenda superfici    |
| -------------------- |
| Cemento              |
| Terra battuta        |
| Erba                 |
| Superficie variabile |

### Singolare
| Torneo                 | 2018 | 2019 | 2020 | 2021 | 2022 | 2023 | V–S   |
| ---------------------- | ---- | ---- | ---- | ---- | ---- | ---- | ----- |
| Tornei del Grande Slam |      |      |      |      |      |      |       |
| Australian Open        | A    | Q2   | Q2   | 1T   | A    | Q2   | 0–1   |
| Open di Francia        | A    | 4T   | 1T   | Q1   | Q1   | 2T   | 4–3   |
| Wimbledon              | A    | Q1   | ND   | 1T   | Q1   | Q1   | 0–1   |
| US Open                | Q3   | 2T   | 2T   | Q1   | Q1   | Q2   | 2–2   |
| Vittorie–sconfitte     | 0–0  | 4–2  | 1–2  | 0–2  | 0–0  | 1-1  | 6–7   |
| Carriera               |      |      |      |      |      |      |       |
| Tornei giocati         | 0    | 6    | 4    | 9    | 2    | 14   | 35    |
| Totale V–S             | 0–0  | 6–6  | 2–4  | 3–9  | 1–2  | 9-14 | 21–35 |
| Vittorie %             | –    | 50%  | 33%  | 25%  | 33%  | 39%  | 38%   |
| Ranking di fine anno   | 168  | 116  | 103  | 157  | 193  | 102  |       |

### Doppio
| Torneo                 | 2019 | 2020 | 2021 | 2022 | 2023  | V–S   |
| ---------------------- | ---- | ---- | ---- | ---- | ----- | ----- |
| Tornei del Grande Slam |      |      |      |      |       |       |
| Australian Open        | A    | A    | 3T   | 3T   | 1T    | 4–3   |
| Open di Francia        | A    | 1T   | 1T   | A    | 1T    | 0-3   |
| Wimbledon              | A    | ND   | A    | 2T   | A     | 1–1   |
| US Open                | A    | A    | A    | 2T   | 2T    | 2–2   |
| Vittorie–sconfitte     | 0–0  | 0–1  | 2–2  | 4–3  | 1-3   | 7–9   |
| Carriera               |      |      |      |      |       |       |
| Tornei giocati         | 3    | 2    | 5    | 6    | 16    | 32    |
| Totale V–S             | 2–2  | 0–2  | 7–6  | 11–6 | 15-16 | 35–32 |
| Vittorie %             | 50%  | 0%   | 54%  | 65%  | 48%   | 52%   |
| Ranking di fine anno   | 301  | 290  | 85   | 58   | 102   |       |